# Metalist Charków (2019)
Metalist Charków (ukr. Футбольний клуб «Металіст» (Харків), Futbolnyj Kłub "Metał" (Charkiw)) – ukraiński klub piłkarski, mający siedzibę w mieście Charków, w północno-wschodniej części kraju, grający od sezonu 2021/22 w Perszej-lidze.

## Historia
Chronologia nazw:
- 2019: Metał Charków (ukr. ФК «Метал» (Харків))
- 2021: Metalist Charków (ukr. ФК «Металіст» (Харків))

Klub Piłkarski Metał został założony w Charkowie 10 lipca 2019 roku, ale dopiero w lipcu 2020 roku zaczęto formować drużynę przez byłego dyrektora sportowego Metalista Charków Jewhena Krasnikowa.
Latem 2020 roku klub zgłosił się do rozgrywek Drugiej ligi (D3) i otrzymał status profesjonalny.
Po zakończeniu sezonu 2020/21, w którym zdobył awans do Pierwszej ligi (D2), klub zmienił nazwę na Metalist.

## Barwy klubowe, strój
|  |  |

Klub ma barwy żółto-niebieskie. Zawodnicy domowe spotkania zazwyczaj grają w niebieskich koszulkach, niebieskich spodenkach oraz niebieskich getrach.

## Sukcesy

### Trofea międzynarodowe
Nie uczestniczył w rozgrywkach europejskich (stan na 31-05-2020).

### Trofea krajowe
| \| \| Zdobyte trofea w rozgrywkach Ukrainy (stan na: 31-05-2021) \| |                                                            |      |          |
| Rozgrywki                                                           | Osiągnięcie                                                | Razy | Sezon(y) |
| · Mistrzostwo                                                       | I miejsce                                                  | 0    |          |
| · Mistrzostwo                                                       | II miejsce                                                 | 0    |          |
| · Mistrzostwo                                                       | III miejsce                                                | 0    |          |
| Puchar                                                              | zdobywca                                                   | 0    |          |
| Puchar                                                              | finalista                                                  | 0    |          |
| Puchar                                                              | 1/64 finału                                                | 1    | 2020/21  |
| II liga                                                             | I miejsce                                                  | 0    |          |
| II liga                                                             | II miejsce                                                 | 0    |          |
| II liga                                                             | III miejsce                                                | 0    |          |
| Ukraina                                                             | Zdobyte trofea w rozgrywkach Ukrainy (stan na: 31-05-2021) |      |          |

- Druha liha (D3):
  - mistrz (1x): 2020/21

## Poszczególne sezony

### Rozgrywki międzynarodowe

#### Europejskie puchary
Nie uczestniczył w rozgrywkach europejskich.

### Rozgrywki krajowe
| \| Ukraina \| Bilans występów klubu w rozgrywkach piłkarskich Ukrainy (Stan na 5 października 2020 r.) \| \| |                                                                                          |        |       |   |   |   |    |    |     |           |        |        |      |
| Poziom | Rozgrywki                                                                                | Sezony | Mecze | Z | R | P | B+ | B– | Pkt | Lata      | Awanse | Spadki | Naj. |
| I | Wyszcza liha/Premier-liha                                                                | 0      |       |   |   |   |    |    |     |           | 0      | 0      |      |
| II | Persza liha                                                                              | 1      |       |   |   |   |    |    |     | 2021–     | 0      | 0      | ?    |
| III | Druha liha                                                                               | 1      |       |   |   |   |    |    |     | 2020–2021 | 1      | 0      | 1    |
| IV | Amatorska liha                                                                           | 0      |       |   |   |   |    |    |     |           |        |        |      |
| | Puchar Ukrainy                                                                           | 1      |       |   |   |   |    |    |     | 2020–     | 0      | 0      | 1/64 |
| Ukraina | Bilans występów klubu w rozgrywkach piłkarskich Ukrainy (Stan na 5 października 2020 r.) |        |       |   |   |   |    |    |     |           |        |        |      |

## Piłkarze, trenerzy, prezydenci i właściciele klubu

### Piłkarze

#### Obecny skład
Stan na 10.03.2024:
| Nr | Poz. | Piłkarz            |
| -- | ---- | ------------------ |
| 4  | PO   | Jurij Hołubka      |
| 5  | PO   | Denys Pidruczny    |
| 6  | NA   | Daniił Teplakow    |
| 7  | PO   | Jewhenij Riazancew |
| 8  | OB   | Kyryło Dihtiar     |
| 9  | PO   | Hennadij Synczuk   |
| 11 | PO   | Ołeksandr Cwirenko |
| 13 | PO   | Ołeksij Horiainow  |
| 14 | OB   | Kyryło Właha       |
| 16 | PO   | Roman Horenko      |
| 17 | OB   | Daniił Prychodko   |
| 19 | PO   | Danyło Kajdałow    |
| 20 | OB   | Daniel Wernattus   |
| 21 | PO   | Maksym Bahaczanski |
| 22 | OB   | Andrij Buśko       |

| Nr | Poz. | Piłkarz                 |
| -- | ---- | ----------------------- |
| 23 | PO   | Wasyl Łuciw             |
| 24 | PO   | Petro Łuciw             |
| 25 | BR   | Władysław Rybak         |
| 27 | NA   | Jewhenij Isajenko       |
| 29 | PO   | Jehor Abramow           |
| 30 | NA   | Jarosław Karpizin       |
| 31 | BR   | Dmytro Fastow           |
| 37 | NA   | Jehor Krasnikow         |
| 42 | OB   | Witalij Fedoriw         |
| 71 | PO   | Wałentyn Kyselow        |
| 77 | PO   | Aleks Czidomere         |
| 78 | BR   | Serhij Szumiłow         |
| 98 | PO   | Maksym Orichowski       |
| 99 | OB   | Gabriel Gomes (kapitan) |

## Struktura klubu

### Stadion
Klub piłkarski rozgrywał swoje mecze domowe na stadionie Soniaczny w Charkowie o pojemności 4924 widzów oraz na stadionie Metalist o pojemności 40 003 widzów.

## Kibice i rywalizacja z innymi klubami

### Derby
- Metalist 1925 Charków